# Міжнародні розрахунки
Міжнародні розрахунки - це грошові розрахунки між установами, підприємствами, банками та окремими особами, пов'язані з рухом товарно-матеріальних цінностей та послуг у міжнародному обороті.

## Основні відомості
'Фактори впливу на міжнародні розрахунки: '
- політичні
- економічні
- позиція країни на товарних та грошових ринках
- ступінь використання та ефективність державних заходів, щодо зовнішньо-економічного регулювання
- валютне законодавство
- міжнародні тороговельні правила та звичаї
- регулювання междержавних потоків товарів, послуг, капіталів
- різниця в темпах інфляції в окремих країнах
- стан платіжних балансів
- банківська практика
- умови зовнішньо-торговельніх контрактів і кредитних угод
- конвертованість валют

 'Суб'єкти міжнародних розрахунків: '
- · експортери
- · імпортери
- · банки, що їх обслуговують

 'Способи платежу: '
1. платіжною готівкою
2. авансовий платіж
3. платіж в кредит

## Баланси міжнародних розрахунків
Основні види балансів:
- платіжний баланс,
- торговий баланс,
- баланс послуг і некомерційних платежів,
- розрахунковий баланс,
- баланс міжнародної заборгованості.